# Rhodophiala gilliesiana
Rhodophiala gilliesiana är en amaryllisväxtart som först beskrevs av Herb., och fick sitt nu gällande namn av Ined. Rhodophiala gilliesiana ingår i släktet Rhodophiala och familjen amaryllisväxter. Inga underarter finns listade i Catalogue of Life.